# Fantômette fait tout sauter
Fantômette fait tout sauter est le 35e roman de la série humoristique Fantômette créée par Georges Chaulet.
Le roman, publié en 1977 dans la Bibliothèque rose des éditions Hachette, comporte 149 pages. 
Il évoque l'enlèvement de Ficelle par le Furet afin de contraindre Fantômette à commettre des méfaits pour son compte. Seul Œil de Lynx, qui connaît bien l'aventurière, refuse de penser que celle-ci est devenue une criminelle.

## Notoriété
De 1961 à 2000, les ventes cumulées des titres de Fantômette s'élèvent à 17 millions d'exemplaires, traductions comprises.
Le roman Fantômette fait tout sauter a donc pu être vendu à environ 200 000 exemplaires.
Comme les autres romans, il a été traduit en italien, espagnol, portugais, en flamand, en danois, en finnois, en turc, en chinois et en japonais.

## Personnages principaux
- Françoise Dupont / Fantômette : héroïne du roman
- Ficelle : amie de Françoise et de Boulotte
- Boulotte : amie de Françoise et de Ficelle
- « Œil de Lynx » : journaliste, ami de Fantômette
- Le Furet : ennemi récurrent de Fantômette
- Alpaga et Bulldozer : complices du Furet
- Commissaire Pomme : chef de la police de Framboisy
- Père Hoquet : gardien du musée

## Résumé
Remarque : le résumé est basé sur l'édition cartonnée non abrégée parue en 1977 en langue française.
- Mise en place de l'intrigue (chapitres 1 à 4)

En se promenant en ville avec ses amies Ficelle et Boulotte, Françoise a cru reconnaître la silhouette du Furet. Le soir même, elle apprend aux actualités régionales que le bandit s'est évadé récemment de prison.
La nuit suivante, aidée par Œil de Lynx qui, à sa demande, lui prête l'usage d'un avion publicitaire appartenant à son journal, Fantômette suit la camionnette piloté par les complices du Furet. La bande de voleurs compte attaquer un fourgon de transport de fonds. Fantômette fait dévier le trajet du fourgon : le Furet et ses complices ne peuvent plus attaquer le fourgon blindé. Il est en rage lorsqu'il comprend que c'est Fantômette qui s'est jouée de lui.
- Premier délit imposé à Fantômette (chapitres 5 à 8)

Le Furet a échafaudé un plan pour se venger de Fantômette. Il monte un fausse cabine de diffusion d'une radio locale (« radio Framboisy ») et propose à Ficelle de venir faire la speakerine pour évoquer tous les sujets qui lui passeront par la tête. La jeune fille accepte bien volontiers et quitte Boulotte et la maison avec Alpaga, déguisé en chef d'entreprise et se faisant appeler Frank Einstein. La jeune fille est amenée à la fausse cabine de la radio. Puis le Furet et ses complices se rendent au domicile de Famtômette. Ils exercent un chantage : ou bien l'aventurière accepte de travailler pour eux ; ou bien elle refuse et Ficelle sera exécutée.
Le Furet expose à Fantômette son premier délit : voler le diadème de la duchesse de Ménilmontant-Belleville exposé dans un musée. La jeune aventurière est bien obligée de procéder au cambriolage. Elle a le temps, pendant quelques secondes, de téléphoner à Œil de Lynx pour lui indiquer qu'elle est obligée de commettre un délit pour sauver la vie de Ficelle. Soudain surgit le gardien du musée, le père Hoquet, qui met en fuite Fantômette. Celle-ci remet le précieux diadème au Furet.
Le lendemain, toute la ville pense que Fantômette est devenue une voleuse, à l'exception d'Œil de Lynx. Et pendant ce temps, Ficelle continue à débuter sornettes sur sornettes à son (faux) poste de radio. Fantômette est détenue prisonnière par le Furet.
- Deuxième délit imposé à Fantômette (chapitres 9 et 10)

Le Furet a échafaudé un deuxième plan : se rendre à l'hypermarché Éléphant pour procéder au vol des recettes de la semaine. On est samedi soir et les caisses seront pleines. Il ordonne à Fantômette de contacter Œil de Lynx et de lui demander de se rendre à 22h à l’entrée de la grande surface. Fantômette est obligée de respecter les ordres du bandit. Le soir même, Fantômette va à l'hypermarché, commet une attaque à main armée et s'enfuit à bord de la voiture d'Œil de Lynx, laissant ce dernier abasourdi sur le trottoir. Elle a juste le temps de lui demander de rechercher Ficelle et, pour cela, de rencontrer « Jojo-la-Brocante ».
La police est sur les dents, tandis que le Furet est heureux de ce deuxième coup parfaitement réalisé. Le bandit annonce à Fantômette que le troisième délit sera le cambiolage d'une banque. Après quoi, Ficelle sera libérée et Fantômette laissée tranquille.
- Troisième délit imposé à Fantômette (chapitres 11 et 12)

Le dimanche, Œil de Lynx recherche « Jojo-la-Brocante ». Toutefois l’homme est introuvable. En discutant à gauche et à droite, il alerte involontairement un ami du Furet qui rapporte à celui-ci les recherches du journaliste. La piste de « Jojo-la-Brocante » ne menant à rien de concret, Œil de Lynx va voir Boulotte. La jeune fille a vu Ficelle partir à bord d'une camionnette bleue de location de la société Gâteau - Location de voitures (cette raison sociale a permis à Boulotte de mémoriser le nom) afin de se rendre à radio-Framboisy. Le journaliste, qui sait qu'il n'existe aucune radio de ce nom dans la ville, comprend l'astuce du Furet. Il se rend dans l’entreprise de location de voitures et apprend que le locataire de la camionnette habite au 14 rue des Billes-Carrées. Il retrouve ainsi l'endroit où est retenue Ficelle. En suivant Bulldozer qui est venu vérifier que Ficelle était toujours présente dans les lieux, Œil de Lynx découvre la planque du Furet et de ses complices.
Pendant ce temps, le Furet a emmené Fantômette dans les égouts, sous les locaux d'une banque. Il lui explique le plan : faire sauter le mur de la banque, s'y introduire et récupérer le contenu de plusieurs coffres. Il lui remet un paquet de dynamite pour faire exploser le sous-sol de la banque. Or le plan du Furet est machiavélique : la mèche permettant de faire exploser la dynamite est une mèche courte, ce qui signifie que l'explosif détonnera quelques secondes après l'allumage : Fantômette mourra dans l'explosion sans pouvoir s'enfuir. Les bandits se protègent à quelques dizaines de mètres de là. L'explosion a lieu peu après : ils ne retrouvent de la jeune aventurière un morceau de soie jaune et un débris de masque noir. Les bandits dévalisent les coffres de la banque et prennent la fuite.
- Dénouement et révélations finales (chapitre 13)

Contrairement au plan ourdi par le Furet, Fantômette n'est pas morte. Elle se rend aux devants du Furet et lui révèle ce qu'il s'est passé. En premier lieu, Ficelle a été « libérée » par Œil de Lynx de sa détention ; elle n'est plus au pouvoir du bandit. En deuxième lieu, Fantômette avait immédiatement remarqué que la dynamite était reliée à une mèche lente. Elle avait remplacé la mèche par un bout de son mouchoir en coton, ce qui lui permettait de quitter les lieux en laissant un morceau de soie jaune et son masque noir. Elle avait appris a libération de Ficelle en téléphonant au journal d'Œil de Lynx et appelé la police.
Le commissaire Pomme et ses hommes arrivent sur les lieux et appréhendent le Furet et ses complices, tout en récupérant le butin.
Dans les dernières pages, on apprend que Ficelle passe ses journées à se comporter comme si elle était vraiment une réelle speakerine, au point que Françoise en vient à se demander si cela a été une bonne chose de la libérer.

## Autour du roman
Pierre Bannier, dans son essai Les microsociétés de la littérature pour la jeunesse - L'exemple de Fantômette, indique en page 150 que ce roman a donné lieu à une adaptation en bande dessinée sous le titre Fantômette se déchaîne.